# 扎波利亚尔内 (亚马尔-涅涅茨自治区)
扎波利亚尔内（羅馬化：Zapolyarnyy）是俄罗斯亚马尔-涅涅茨自治区的市级镇，为该自治区纳德姆区两座市级镇中规模较小的一座。地处亚马尔-涅涅茨自治区中部，位于喀拉海流域内达河（Ныда）沿岸，在区行政中心纳德姆东北、自治区首府萨列哈尔德东方，靠近北极圈。东南距所在区最大市级镇潘戈德约72.5公里。
附近城市除区行政中心外有新乌连戈伊。
该地2022年人口有879人；2010年人口1,024人；2002年人口995人。